# De Dion-Bouton Tricycle
Il Tricycle era un autoveicolo a tre ruote prodotto dal 1896 al 1902 dalla Casa automobilistica francese De Dion-Bouton.

## Storia e profilo

### Genesi del triciclo

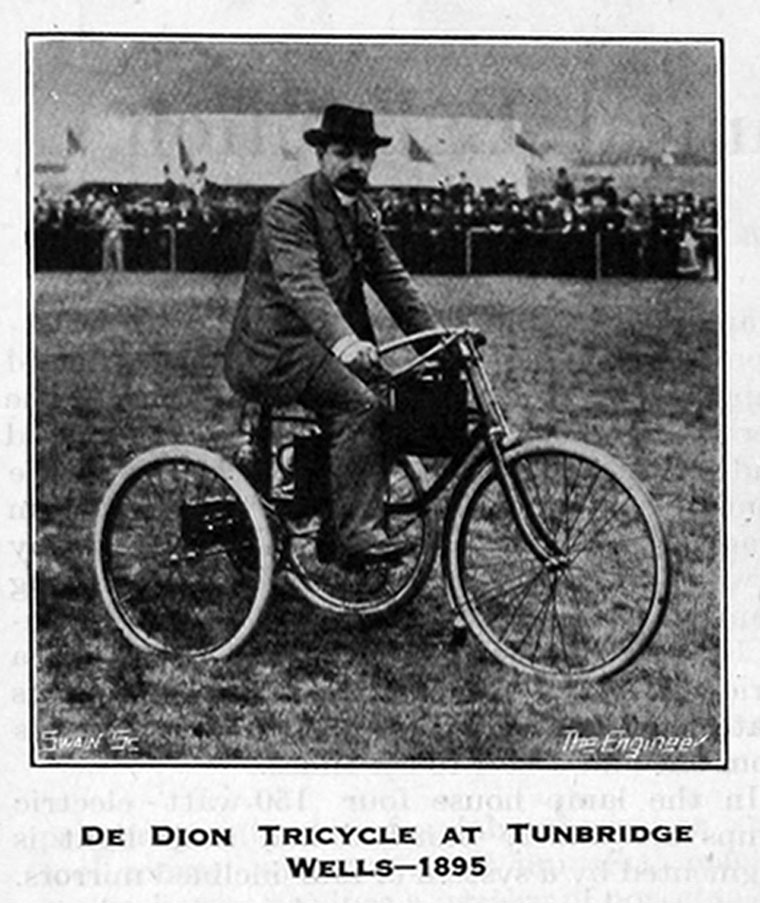
Georges Bouton e un prototipo del triciclo al Tunbridge Wells Meeting

Nel 1890, il conte Albert De Dion, detentore della quota sociale di maggioranza dell'azienda De Dion, Bouton et Trepardoux in Paris, propose di iniziare a sperimentare dei nuovi motori a combustione interna, motori che cominciavano a diffondersi un po' dovunque, grazie alla nascita delle prime case automobilistiche, come le tedesche Benz e Daimler.
Vi furono però dei problemi: Trepardoux, uno dei tre soci, nonché sostenitore accanito dei motori a vapore, non accettò e nel 1894 si dimise dalla società. Società che a questo punto poté cominciare i suoi progetti riguardo ai motori a scoppio, sebbene senza l'aiuto di un valido ingegnere come il dimissionario Trepardoux.
Modificata la ragione sociale in De Dion, Bouton et compagnie (che però diverrà nota a tutti come De Dion-Bouton), la società di Puteaux impiegò circa un anno per mettere a punto il suo primo motore a scoppio: nel 1895 realizzò quindi un monocilindrico da 137 cm³, che venne montato su un triciclo fornitogli dalla piccola azienda francese della Decauville: il primo prototipo venne testato su strada e addirittura nell'ottobre del 1895 esso venne portato da Georges Bouton ad un meeting in Inghilterra, denominato Tunbridge Wells Horseless Carriage Exhibition, in cui i primi costruttori dell'epoca esposero e diedero dimostrazione del funzionamento dei loro veicoli. Nel dicembre dello stesso anno venne finalmente ultimato il primo esemplare definitivo a cui ne seguirono alcuni altri entro la fine di quel mese. Obiettivo finale fu il lancio sul mercato da effettuare l'anno seguente, anche se i primissimi esemplari vennero messi in vendita già alla fine di quello stesso 1895. Per questo, nonostante i primi esemplari fossero stati ultimati già a fine 1895, molte fonti collocano il debutto del triciclo De Dion-Bouton al 1896. In ogni caso, fu così che ebbe inizio la storia dei tricicli De Dion-Bouton a motore endotermico.

### Caratteristiche

Il motore di un triciclo De Dion-Bouton

La struttura di base di questo triciclo era un telaio realizzato in acciaio, ma nel contempo piuttosto leggero, il che avrebbe consentito l'ottenimento di prestazioni relativamente brillanti per l'epoca. Il retrotreno aveva una carreggiata di 92 cm, mentre il passo misurava 105 cm. Il motore montato presentava diverse soluzioni tecniche d'avanguardia, come l'accensione elettrica e l'utilizzo di una lega di alluminio per aumentare la leggerezza del motore stesso. Grazie a tali soluzioni, questo motore, raffreddato ad aria, riusciva a girare ad un massimo di circa 1500 giri/min, un livello di rotazione enorme, se si pensa che all'epoca il livello di rotazione medio di un motore a scoppio era di 500 giri/min, spaziando dai 240 giri/min di un motore Hildebrand und Wolfmüller ai 600 giri/min del motore montato nella Daimler Reitwagen. Come già detto, la cilindrata era di 137 cm3, un valore ottenuto dalle misure di alesaggio e corsa pari a 50 x 70 mm. La distribuzione era a valvole laterali disposte secondo lo schema con testata a F. Sempre a proposito della testata, essa era smontabile e avvitata al carter con quattro bulloni. Il motore, montato posteriormente sopra il retrotreno, era collegato al differenziale mediante un semplice ingranaggio. Anche questo motore, come il telaio, era caratterizzato da una notevole leggerezza, arrivando a pesare appena 18 kg, mentre la potenza massima era di appena 0,5 CV, pochi ma sufficienti per rendere il triciclo in grado di affrontare anche tratti in salita grazie al suo peso ridotto. Il differenziale fu l'unico organo della trasmissione nei primi esemplari del triciclo: non furono previsti infatti nessun cambio e nessuna frizione.

### Evoluzione del triciclo De Dion-Bouton

#### I primi aggiornamenti del 1896

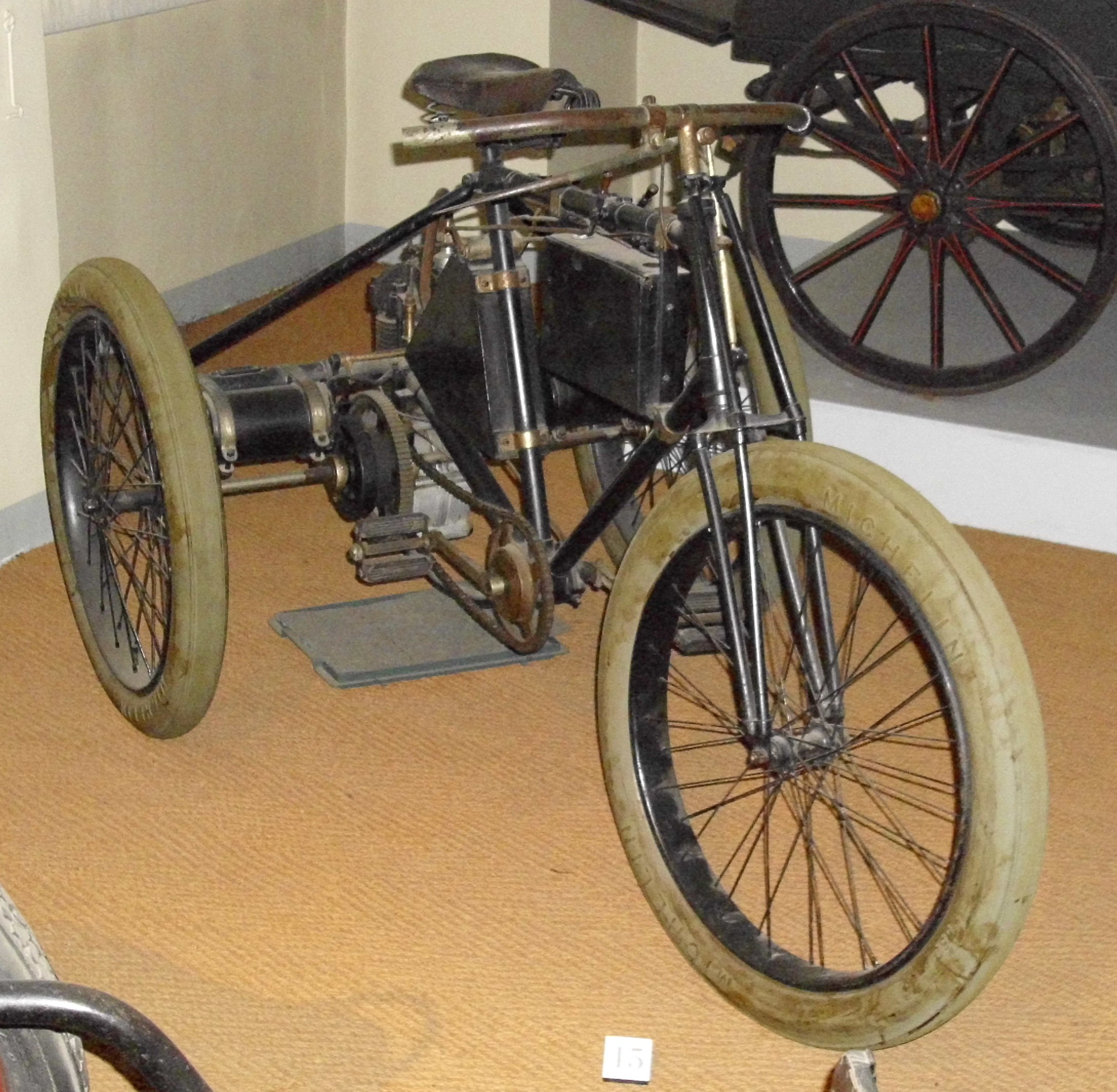
Un triciclo De Dion-Bouton dopo l'aggiornamento del settembre 1896

I primissimi esemplari del triciclo, di cui si è già detto che furono posti in vendita nel dicembre del 1895 subito dopo essere stati ultimati, possono essere considerati come esemplari di pre-serie in quanto in realtà non furono definitivi. Si cercò in fati di apportare fin da subito delle migliorie per migliorarne le prestazioni. Per questo già nell'aprile del 1896, ossia all'avvio ufficiale della commercializzazione, il motore del triciclo venne sottoposto ad alcuni aggiornamenti che fecero lievitare la cilindrata fino a 185 cm3 grazie alla maggiorazione dell'alesaggio, salito da 50 a 58 mm. La potenza massima crebbe anch'essa fino a 0,75 CV. Il prezzo di vendita dei primi tricicli De Dion-Bouton si aggirava fra i 1000 ed i 1500 M. Contestualmente all'aumento di cilindrata, venne modificato anche il telaio, con la sella e il suo tubo di sostegno che vennero spostati in avanti di 20 cm. Infine, sulla ruota anteriore venne montato un freno a ceppo, mentre al retrotreno vennero montati freni a nastro.
Nuovi aggiornamenti si ebbero nel settembre del 1896, quando il motore venne nuovamente sottoposto a migliorie e la sua cilindrata salì ancora, questa volta fino a 198 cm3, grazie all'alesaggio portato a 60 mm. Di conseguenza, anche la potenza massima crebbe, portandosi a 1 CV. Nello stesso periodo, la forcella anteriore divenne a quattro elementi tubolari anziché a due (una caratteristica che negli anni seguenti distinguerà sempre i tricicli De Dion-Bouton da quelli degli altri costruttori), mentre la batteria divenne di maggiori dimensioni e fu fissata sotto il tubo superiore.

#### Verso la fine del secolo

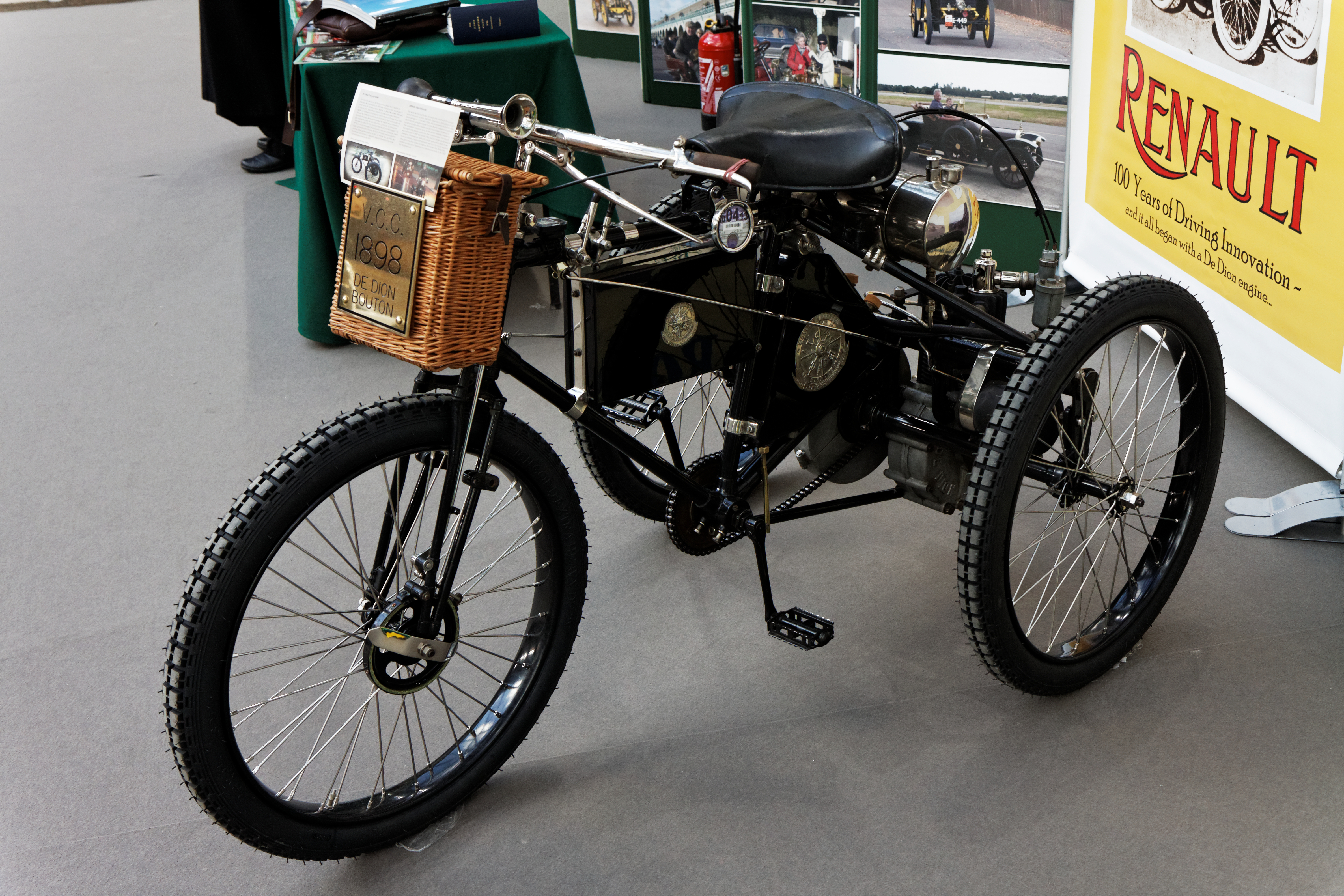
Un triciclo del 1898 con motore da 1,75 CV

Nel gennaio del 1897, un'ulteriore operazione di rialesatura portò il diametro del cilindro a 62 mm e la cilindrata a 211 cm3, per una potenza massima di 1,25 CV. Altri aggiornamenti per quell'inizio di anno nuovo furono solo di dettaglio e interessarono principalmente la batteria, nuovamente cresciuta come dimensioni. Un anno dopo, nel gennaio del 1898, vi fu un nuovo aumento di cilindrata, che passò a 239 cm3 (alesaggio portato a 66 mm), con potenza massima salita a 1,75 CV. Contemporaneamente, anche la ruota anteriore venne dotata di freno a nastro, con comando sul lato sinistro del manubrio. Nuovo aumento di cilindrata nel giugno del 1899, stavolta fino a 269 cm3 grazie all'alesaggio portato a 70 mm: a questo punto, quindi, il motore divenne un'unità perfettamente quadra, ossia con alesaggio e corsa di pari lunghezza. La potenza massima salì nuovamente portandosi a 2,25 CV. Durante questi continui aumenti di cilindrata, il motore aumentò progressivamente di peso e se all'inizio della carriera commerciale del cilindro esso pesava come già detto solo 18 kg, alla vigilia del nuovo secolo il piccolo monocilindrico De Dion-Bouton arrivò a 26 kg. Alcuni esemplari, poi, vennero equipaggiati sperimentalmente con un motore da 402 cm3 raffreddato ad acqua, originariamente progettato per la Type D: ad un sensibile aumento delle prestazioni si contrappose però un aumento del peso del motore stesso, da 26 a 42 kg, che si ripercosse negativamente sulla stabilità della piccola struttura tubolare del triciclo.

#### Gli ultimi anni di produzione

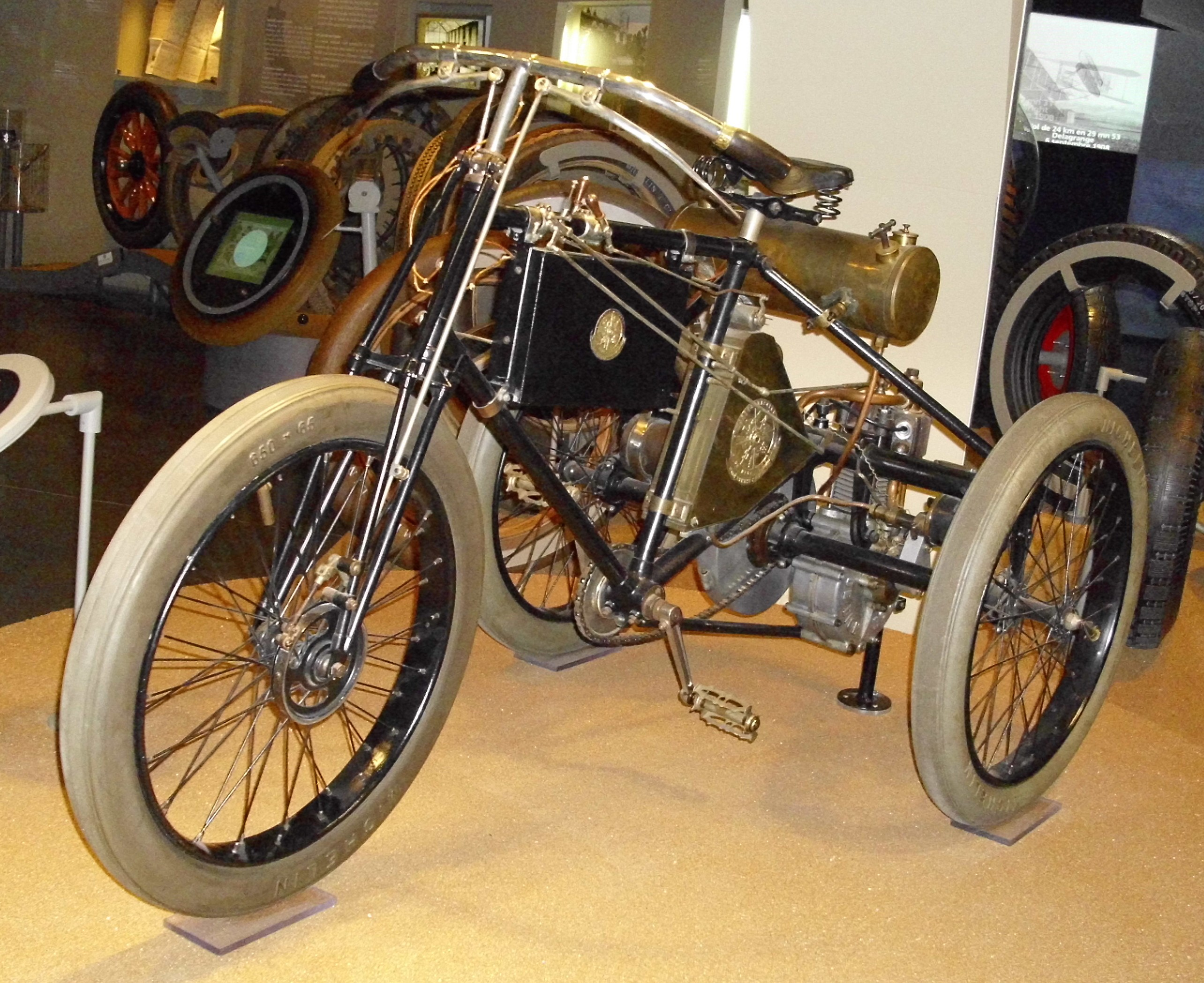
Una Type C del 1900

Nel febbraio del 1900 una nuova serie di aggiornamenti portò alla nascita della Type C, con cui per la prima volta il triciclo De Dion-Bouton ricevette una propria denominazione commerciale. Il motore della Type C cambiò radicalmente e non venne più basato sul monocilindrico utilizzato fino a quel momento, ma fu frutto di un nuovo progetto. Tale motore, previsto anche per equipaggiare alcuni dei primi modelli a quattro ruote della casa di Puteaux, aveva una cilindrata di 327 cm3 (alesaggio e corsa: 74 x 76 mm) ed una potenza massima di 2,75 CV. Con questo motore si tornò nuovamente al raffreddamento ad aria per contenere il peso del motore stesso: l'esperimento del 1899 con il motore da 0,4 litri fu utile per constatare l'influenza del peso eccessivo del motore sulla stabilità del telaio, ragion per cui si optò alla fine per il raffreddamento ad aria nel modello Type C. Dietro la sella venne inoltre montato un serbatoio cilindrico diviso internamente in due vani, uno per il carburante ed uno per l'olio.
Nel giro di soli tre mesi, al triciclo Type C venne affiancato il modello Type F, introdotto nel maggio del 1900 e che si differenziava dal Type C fondamentalmente per il ritorno del raffreddamento ad acqua, mentre il serbatoio dietro la sella divenne a tre scomparti, rispettivamente per benzina, olio e acqua.
Tra gli aggiornamenti apportati nel 1901, va ricordato l'arrivo, in entrambi i modelli, dei freni sui mozzi ruota posteriori in luogo del precedente freno a nastro anteriore, mentre nella Type F venne montato un nuovo serbatoio carburante nella parte anteriore del telaio, lasciando però il serbatoio cilindrico posteriore, che a quel punto fu destinato al contenimento di olio ed acqua.

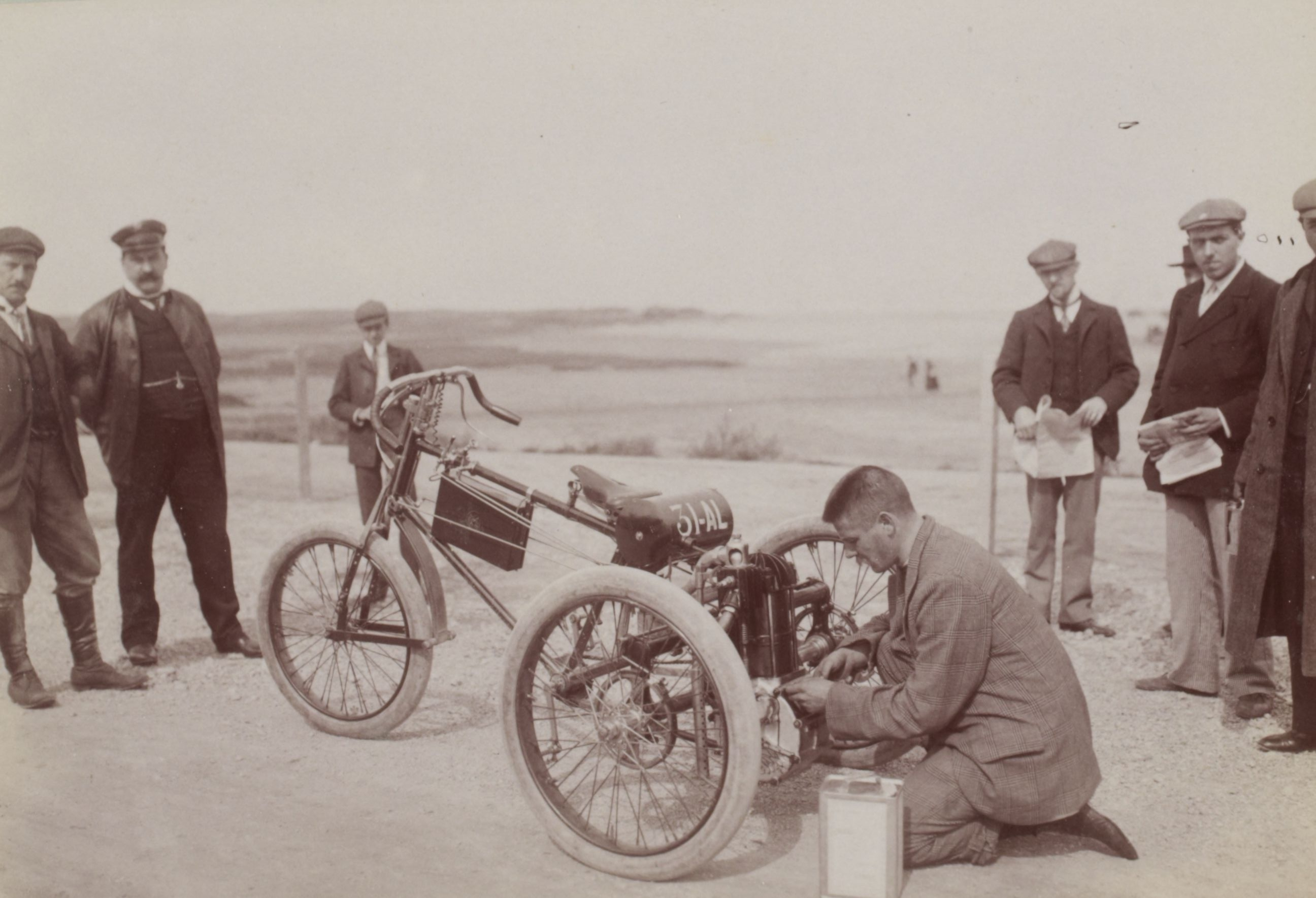
Un triciclo Type F a Deauville nel 1902 per una gara di velocità sul chilometro

Nel 1902 la Type C venne tolta di listino lasciando campo libero alla sola Type F: quest'ultima verrà a sua volta tolta di produzione nel 1903. Non vi saranno più altri tricicli De Dion-Bouton che ne riprenderanno l'eredità.

### Attività sportiva
Il triciclo De Dion-Bouton ebbe anche dei trascorsi in campo agonistico: nel 1896, poco dopo il suo debutto commerciale, il triciclo partecipò alla Parigi-Marsiglia-Parigi, dove si classificò al terzo posto, dietro a due più grosse e potenti Panhard & Levassor. Il 13 aprile 1902, il pilota francese Georges Osmont stabilì a Nizza il record di velocità di 109,1 km/h, un primato notevole per quell'epoca. Gli ultimi modelli impiegati in gara montavano un monocilindrico dalla cilindrata portata a ben 955 cm3 e con potenza massima di 8 CV a 1800 giri/min.